# Aphis maculatae
Aphis maculatae är en insektsart som beskrevs av Oestlund 1887. Aphis maculatae ingår i släktet Aphis och familjen långrörsbladlöss. Inga underarter finns listade i Catalogue of Life.